# Бёрёлёх (приток Индигирки)
Бёрёлёх (в нижнем течении также Елонь; якут. Бөрөлөөх) — река в Республике Саха (Якутия), левый приток протоки Русско-Устьинская (рукав Индигирки). Длина реки — 754 км, площадь водосборного бассейна — 17 000 км².
Название в переводе с якутского языка «Бөрөлөөх» — «изобилующая волками».
Истоки реки находятся к северу от Полоусного кряжа. По одним данным истоки реки образуется слиянием рек Чамага-Окатын и Кемелькан-Окат, по другим данным образуется при слиянии рек Обдёка и Нелён. Течёт по Яно-Индигирской низменности. Главные притоки: Уэсе-Кыллах — слева; Улахан-Кыллах (Тиит), Сыганнах и Ары-Мас — справа.
В её бассейне свыше 9 тысяч озёр общей площадью 1610 км², озёрность 9,5 %. Питание снеговое, дождевое и налёдное. Паводки в июле — августе. Зимой промерзает до дна.
По данным государственного водного реестра России входит в Ленский бассейновый округ.
В ходе раскопок кладбища мамонтов на берегу реки Бёрёлёх были найдены более 1500 фрагментов останков около 140 мамонтов разного возраста, живших 14—12 тыс. лет назад, накопившихся в обнажившихся береговых отложениях. На 98 % это кости мамонтов. У 42 % образцов шерстистых мамонтов, обнаруженных в древней старице реки Бёрёлёх, присутствуют признаки остеодистрофии — заболевания скелетной системы, вызванного нарушениями обмена веществ из-за недостатка или избытка жизненно важных макро- и микроэлементов (минеральным голоданием). По мнению ученых, это было вызвано потеплением и повышением влажности климата, вызвавшем геохимическое окисление (растворение) минералов в окружающей среде в этот период. Мамонты приходили на обрывистые берега реки есть глину, чтобы восполнить недостаток минералов, кормиться более богатой прибрежной растительностью. Ранее считалось, что участок речной долины был естественной природной ловушкой для мамонтов, которые погибали здесь не в одночасье, а на протяжении нескольких тысяч лет, застревая в болотистом грунте, проваливаясь в термокарстовые проталины в вечной мерзлоте. Также найдены единичные кости других животных мамонтовой фауны: шерстистого носорога, дикой лошади, бизонов. Паводками размывало их останки и приносило в излучину древней старицы, где они накапливались в слоях береговых отложений.
Согласно последним исследованиям российских палеонтологов, кладбище мамонтов имеет в большей степени антропогенный характер, чем природный. Многие ископаемые кости мамонтов носят следы разделки людьми и соскребывания мяса с костей. На протяжении 700—800 лет, с перерывами, 14-12 тыс. лет назад первобытные люди добывали мамонтов в окрестностях своего поселения у реки, использовали мясо мамонтов в пищу, а кости приносили в это место для подсушки, с целью последующего использования в качестве топлива в безлесной тундре и для строительства поселения.